# Methone (geslacht)
Methone is een geslacht van vlinders uit de onderfamilie Euselasiinae van de familie van de prachtvlinders (Riodinidae). Het geslacht komt uitsluitend voor in het Neotropisch gebied.
De wetenschappelijke naam van het geslacht werd in 1847 voor het eerst geldig gepubliceerd door Edward Doubleday. De typesoort is Papilio cecilia Cramer, 1777

## Soorten
- Methone cecilia (Cramer, 1777)
- Methone chrysomela Butler, 1872 = Methone cecilia subsp. chrysomela
- Methone columbana Stichel, 1924 (nom. nud.) = Methone cecilia subsp. columbana